# Mannus
En la mitología germana Mannus era el hijo de Tuisto, de él descendieron todos los humanos. El nombre de Mannus significa 'hombre', de esta palabra proviene mann ('hombre' en alemán) y posteriormente man ('hombre' en inglés). Mitológicamente, Mannus es el único hijo que tuvo Tuisto, y según Cornelio Tácito en su libro Germania, Mannus tenía tres hijos, llamados Ing, Irmin e Istaev (conocido también por el nombre de Iscio), de los cuales descienden todas las tribus germánicas.

## Mitología germánica
Mannus es el primer humano en existir, era justo y correcto. No se sabe si creó a sus hijos por sí solo o los tuvo con otro ser preexistente. Sus hijos eran los creadores de las tres principales confederaciones germánicas primitivas. Según Tácito, los nombres de estas confederaciones germánicas, en función de su parentesco con Mannus, son:
- Ingvaeones: descendientes de Ing que viven en la línea costera del Mar del Norte.
- Irminones: descendientes de Irmin que viven en el interior, alrededor del río Elba.
- Istvaeones: descendientes de Istaev que viven en las fronteras del Rin.

## Mitología nórdica
Mannus tiene mucha similitud con Bor y sus hijos pueden ser tomados como Odín (Irmin), Vili (Ing) y Ve (Istaev).
Aparte de ser relacionado con Bor se le puede relacionar a Mannus con Heimdall debido a que, en el inicio de la saga nórdica Völuspá, se  refiere a los hombres con un parentesco directo con Heimdall.